# منظمة الزكاة العالمية
منظمة الزكاة العالمية (اختصارًا IZO) هي مبادرةٌ خيريةٌ إسلاميَّة تركز على استخدام الزكاة، حيث تهدف إلى العمل مع المجتمع الإسلامي الدولي بين الدول الأعضاء في منظمة التعاون الإسلامي لتعزيز التعاون في المجالات الاقتصادية والاجتماعية والثقافية وغيرها من المجالات.

## روابط خارجية
- الموقع الرسمي